# Хильківська сільська рада
Хильківська сільська рада — колишній орган місцевого самоврядування у Хорольському районі Полтавської області з центром у c. Хильківка.
Населення — 691 особа.

## Населені пункти
Сільраді були підпорядковані населені пункти:
- c. Хильківка
- с. Григорівка